# Z/OS
z/OS je 64-bitni operacijski sistem namenjen IBM-ovim centralnim računalnikom (mainframe), razvit iz strani IBM-a. Je naslednjik operacijskega sistema OS/390 iz katerega tudi izhaja. OS/390 pa je sledil nizu različic MVS. Tako kot OS/390, tudi z/OS združuje razne produkte iz preteklost, med njimi je sicer veliko takšnih, ki so opcijski. Z/OS ponuja veliko atributov, ki jih imajo moderni operacijski sistemi, obenem pa ohranja veliko funkcionalnosti, ki so jih razvijali skozi leta - vse od šestdesedih let dvajsetega stoletja in nadaljnja desetletja, te funkcionalnosti so še vedno v dnevni uporabi (ena od poglavitnih značilnosti sistema z/OS je povratna združljivost). Z/OS je bil prvič predstavljen leta 2000, v oktobru.

### Glavne značilnosti
Z/OS podpira stabilne centralne računalnike in standarde kot na primer CICS, COBOL, IMS, DB2, RACF, SNA, IBM MQ, metode za dostop do podatkov, ki so usmerjeni v zapis, REXX, CLIST, SMP-E, JCL, TSO/E, ISPF in drugi. Z/os podpira tudi 64-bitno Javo, C, C++ in Unix (Single) APIji in UNIX aplikacije, ki uporabljajo UNIX storitve - Open Group uvršča z/OS kot kompatibilnega za UNIX operacijski sistem -z UNIX/Linux stilom hierarhični sistem HFS in zFS. Rezultat tega je, da je z/OS gosti veliko različnih tako komercialnih kot odprto kodnih programskih rešitev. Z/OS komunicira neposredno preko TCP/IP (IPv4 in IPv6) kar vključuje HTTP strežnike (Lotus ali Apache), FTP, NFS, in CIFS/SMB. Še ena poglavitna značilnost je podpora za izjemno visoko kvaliteto storitev (QoS) - celo preko enega samostojnega operacijskega sistema, čeprav ima z/OS vgrajeno podporo za "Paralelni Sysplex" sistem grozdenja.